# آلساندرو نونس
آلساندرو نونس (به پرتغالی: Alessandro Nunes Nascimento) مهاجم اهل برزیل است که در شهر São João da Boa Vista و در تاریخ ۲ مارس ۱۹۸۲ به دنیا آمده‌است.
آلساندرو نونس در تیم‌های فوتبال América (MG) سابقهٔ حضور دارد.